# Футбол на літніх Олімпійських іграх 1968
Футбольний турнір на XIX Літніх Олімпійських іграх проходив з 13 по 26 жовтня 1968 року в Мексиці.

## Учасники
| 1-е місце | 2-е місце | 3-є місце |
| --------- | --------- | --------- |
| Угорщина  | Болгарія  | Японія    |

| - Угорщина - Болгарія - Японія - Мексика - Ізраїль - Франція - Іспанія - Гватемала | - Колумбія - Бразилія - Гана - Чехословаччина - Гвінея - Нігерія - Сальвадор - Таїланд |

## Фінал
| 26 жовтня 1968 |

| Угорщина                              | 4:1 | Болгарія      |
| ------------------------------------- | --- | ------------- |
| Менцель (40) Дунаї (41, 49) Юхас (62) |     | Димитров (22) |

| Мехіко |

| Угорщина | Болгарія |
| Кароль Фатер Деже Новак Лайош Дунаї Міклош Панчич Іван Менцель Лайош Сучш Ласло Фазекаш Анталь Дунаї Ласло Надь Ерно Ношко Іштван Юхас 43' | Стоян Йорданов Атанас Геров Георгій Христакієв Мілко Гайдарський Кирил Івков 43' Івайло Георгієв Янчо Димитров 42' Євгеній Янчовський 54' (Кирил Станков) 54' Аспарух Никодимов 62' (Георгій Цветков) 62' Петар Жеков Атанас Михайлов 43' |